# Gastronomia
A gastronomia (do grego gastronomía)  é um ramo de conhecimento que abrange a culinária, as bebidas, os materiais usados na alimentação e, em geral, todos os aspectos culturais a ela associados. Um gastrônomo (gourmet, em francês) pode ser um(a) cozinheiro(a), mas pode igualmente ser uma pessoa que se preocupa com o refinamento da alimentação, incluindo não só a forma como os alimentos são preparados, mas também como são apresentados. Por exemplo, pode se preocupar com o vestuário, música ou dança que acompanham as refeições.

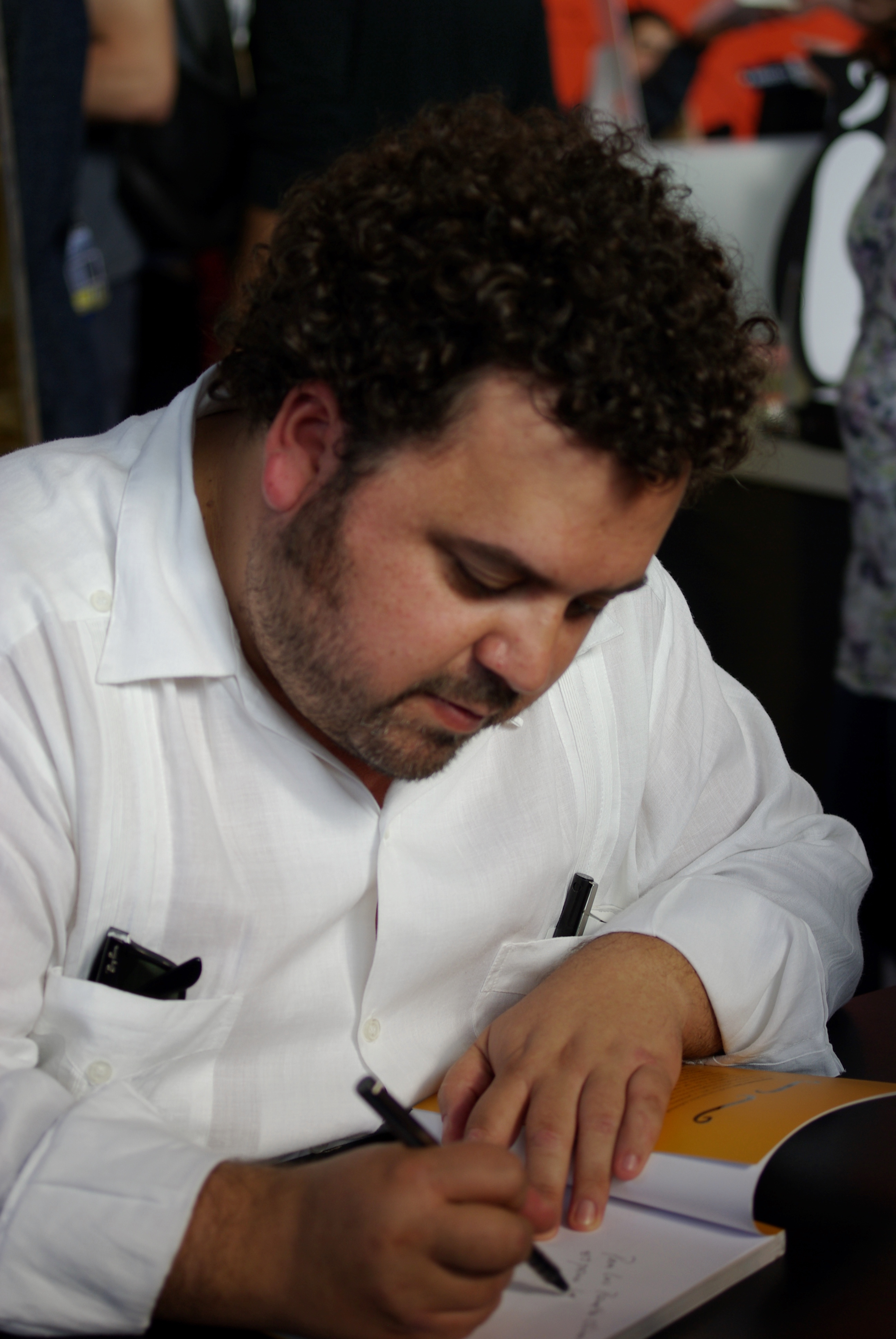
Um crítico gastronômico autografa livro de sua autoria sobre gastronomia.

## História
O prazer proporcionado pela comida é um dos fatores mais importantes da vida depois da alimentação de sobrevivência. A gastronomia nasceu desse prazer e constituiu-se como a arte de cozinhar e associar os alimentos para, deles, retirar o máximo benefício. Cultura muito antiga, a gastronomia esteve na origem de grandes transformações sociais e políticas. A alimentação passou por várias etapas ao longo do desenvolvimento humano, junto com a evolução do estágio de nômade caçador ao de homem sedentário, quando este descobriu a importância da agricultura e da domesticação dos animais.
A fixação à terra trouxe uma maior abundância de comida, o que provocou um aumento demográfico, que, por sua vez, levou a um esgotamento dos recursos e à consequente migração para novos locais a explorar. Houve apenas duas importantes excepções na história antiga: o Egito e a Mesopotâmia, devido à fertilidade trazida pelas águas dos rios Nilo, Tigre e Eufrates, que se mantiveram constantes ao longo dos anos.
A riqueza proporcionada pela abundância trouxe a curiosidade pela novidade e pelo exotismo. O homem teve, então, necessidade de complementar a sua dieta com alimentos que localmente não tinha, dando origem ao comércio levado a cabo por alguns homens que continuaram nômades para que muitos outros se pudessem fixar à terra. O homem que viajava, o comerciante, não só levava aquilo que faltava numa região como introduzia, nesta, novos alimentos, criando necessidades imprescindíveis ao desenvolvimento do seu negócio. O transporte de alimentos provocou a necessidade de aditivos: por exemplo, o aroma da resina de alguns actuais vinhos gregos foi induzido pelo fato de se utilizar a resina em tempos remotos para tratar os odores de cabra que o vinho continha.
A humanidade cedo se percebeu das virtudes da associação de certas plantas aromáticas aos alimentos para lhes exaltar o sabor, contribuir para a sua conservação e permitir uma melhor e mais saudável assimilação por parte do corpo. Muitas guerras se fizeram pela apropriação de recursos alimentares, que, de uma forma geral, são escassos e conferem poder a quem domina a gestão desses recursos. A título de exemplo, a busca das especiarias foi um dos factores que contribuíram para a Era dos Descobrimentos.
A arte do prazer da comida motivou gênios como Leonardo da Vinci, inventor de vários acessórios de cozinha (como o célebre "Leonardo" para esmagar alho), de regras de etiqueta à mesa, para além de novas receitas. Precursor da nouvelle cuisine française, Da Vinci fundou, com outro sócio, o restaurante "A Marca das Três Rãs" em Florença. A gastronomia despertou curiosas sensibilidades em músicos como Rossini e em escritores portugueses e estrangeiros. Camilo Castelo Branco era avesso a descrições mas não resistiu a descrever um saboroso caldo verde, enquanto que Eça de Queirós tem inúmeras menções a restaurantes nas suas obras. O culto dos prazeres da mesa chegou ao ponto de fazer com que os aficcionados se juntassem em associações gastronómicas como a belga "Ordre des Agathopédes" em 1585, a francesa "Confrérie de la Jubilation" ou o português "Clube dos Makavenkos" em 1884, para além de exemplos mais recentes como o Slow Food, que, em reacção ao Fast Food, tem, como símbolo, um caracol.
O primeiro tratado sobre gastronomia foi escrito por Jean Anthelme Brillat-Savarin, um gastrônomo francês que, em 1825, publicou a "Fisiologia do Paladar", cujo título completo em francês é Physiologie du Goût, ou Méditations de Gastronomie Transcendante; ouvrage théorique, historique et à l'ordre du jour, dédié aux Gastronomes parisiens, par un Professeur, membre de plusieurs sociétés littéraires et savantes. Por este título, que, em português, poderia ser traduzido como "Fisiologia do Paladar ou Meditações sobre a Gastronomia Transcendental, obra teórica, histórica e actual, dedicada aos Gastrônomos parisienses, por um Professor, membro de várias sociedades literárias e científicas", pode considerar-se a gastronomia como uma ciência ou uma arte.